# 1914 Shells of Fury
1914 Shells of Fury est un jeu vidéo de simulation de sous-marin développé par Rondomedia et édité par Strategy First, sorti en 2007 sur Windows.

## Accueil
- GameZone : 5/10[1]